# NGC 6415
NGC 6415 is een groep sterren in het sterrenbeeld Schorpioen. Het hemelobject werd op 26 augustus 1826 ontdekt door de Schotse astronoom James Dunlop.